# Ридзево-Пеньонжек
Ридзево-Пеньонжек (пол. Rydzewo-Pieniążek) — село в Польщі, у гміні Радзілув Ґраєвського повіту Підляського воєводства.
Населення — 72 особи (2011).
У 1975-1998 роках село належало до Ломжинського воєводства.

## Демографія
Демографічна структура станом на 31 березня 2011 року:
|          | Загалом | Допрацездатний вік | Працездатний вік | Постпрацездатний вік |
| -------- | ------- | ------------------ | ---------------- | -------------------- |
| Чоловіки | 35      | 10                 | 22               | 3                    |
| Жінки    | 37      | 11                 | 20               | 6                    |
| Разом    | 72      | 21                 | 42               | 9                    |